# Sharon Ellul-Bonici
Sharon Ellul-Bonici (...) è una politica maltese euroscettica.
Sharon Ellul-Bonici è stata una componente del leggermente euroscettico Partito Laburista maltese. Ha cercato di ottenere l'approvazione del suo partito come candidata per le elezioni europee del 2004, ma è stata respinta per i suoi duri collegamenti euroscettici. Ellul-Bonici era al tempo attiva in organizzazioni paneuropee come No2EU e TEAM. Il consiglio di vigilanza del partito temeva che - una volta eletta - avrebbe potuto unirsi all'Europa delle Democrazie e delle Diversità piuttosto che al gruppo del PSE.
Per le elezioni europee del 2009 venne messa in campo nelle liste del Partito Laburista, ma non venne eletta nel Parlamento europeo.
È stata segretario generale fondatore dell'Alleanza Europea per la Libertà, un partito paneuropeo euroscettico, fondata alla fine del 2010, e guidata dall'europarlamentare ex UKIP Godfrey Bloom.
Sharon è sposata con Kevin Ellul Bonici.